# يعقوب نئمان
يعقوب نئمان (بالعبرية: יעקב נאמן، (مواليد 16 سبتمبر 1939 - 1 يناير 2017) هو محام إسرائيلي ووزير العدل السابق.

## روابط خارجية
- يعقوب نئمان على الموقع الإلكتروني للكنيست
- Herzog, Fox & Neeman